# La Luz
La Luz (с исп. — «Свет») — предстоящий четвёртый и третий испаноязычный мини-альбом американской певицы Кристины Агилеры, планируемый к выпуск в 2024 году на лейбле Sony Music Latin как третья часть её делюкс-издания девятого студийного и второго испаноязычного альбома Aguilera (2022), следующего за La Tormenta. Агилера решила выпускать альбом нетрадиционным способом, по частям. В то время как La Tormenta сосредоточилась на силе и расширении прав и возможностей мужчин и женщин.

## Музыка и синглы
«No Es Que Te Extrañe» был выпущен как первый сингл с EP и как пятый сингл Агилеры 30 сентября 2022 года. Он был выпущен одновременно с исходным EP и за день до Агилеры. У Агилеры войдёт музыкальный клип.

## Список композиций
| №  | Название               | Автор(ы)                                                                                    | Продюсер(ы)                        | Длительность |
| -- | ---------------------- | ------------------------------------------------------------------------------------------- | ---------------------------------- | ------------ |
| 1. | «Intro (La Luz)»       | Кристина Агилера                                                                            |                                    | 0:40         |
| 2. | «No Es Que Te Extrañe» | Агилера, Эдгар Баррера, Фредерико Виндвер, Маурисио Ренгифо, Рафаэль Аркауте, Ясмил Марруфо | Фредерико Виндвер, Рафаэль Аркауте | 4:43         |